# Somporn Yos
Somporn Yos (Thai: สมพร ยศ, * 23. Juni 1993 in Kamphaeng Phet) ist ein thailändischer Fußballspieler.

## Karriere

### Verein
Seine fußballerische Laufbahn als Torwart begann 2009 in Pak Kret, einem Vorort der Hauptstadt Bangkok, bei Muangthong United. Hier spielte er drei Jahre bevor er 2012 zu BEC-Tero Sasana in die Thai League wechselte. Im gleichen Jahr wurde er an den Zweitligisten Ratchaburi Mitr Phol ausgeliehen. Für Ratchaburi spielte er zehnmal. 2014 wurde er an die Zweitligisten FC Phitsanulok und Chiangmai FC ausgeliehen. Für Phitsanolok spielte er in der Hinrunde siebzehnmal und für Chaingmai in der Rückrunde elfmal. 2017 wechselte er wieder zu Muangthong United. Hier wurde er sofort an den Erstligisten Pattaya United ausgeliehen. Für Pattaya stand er 20-Mal im Tor. Die Saison 2018 wurde er an den Erstligaaufsteiger PT Prachuap FC  nach Prachuap ausgeliehen. Hier kam er neunmal zum Einsatz. Nach der Ausleihe kehrte er zu Muangthong zurück. Nach insgesamt 47 Erstligaspielen für Muangthong wurde sein Vertrag Ende Dezember 2022 nicht verlängert. Im Januar 2023 verpflichtete ihn der ebenfalls in der ersten Liga spielende Port FC.

### Nationalmannschaft
2012 spielte Yos dreimal für die thailändische U19-Nationalmannschaft. Von 2013 bis 2016 spielte er achtmal für die thailändische U23-Nationalmannschaft.